# سكري حملي
السكري الحملي (بالإنجليزية: Gestational diabetes)‏ هي حالة ارتفاع سكر الدم أثناء الحمل (خصوصا في الأثلوث الثالث) في نساء لم يسبق وأن شخصن بالسكري. سكري الحمل يحدث عندما لا يستجيب الإنسولين استجابة جيدة. ذلك ينتج غالبا من عوامل متعلقة بالحمل، مثل وجود محفز الإلبان البشري المشيمي الذي يتداخل مع مستقبلات الإنسولين الحساسة، والذي بدوره يسبب مستويات سكر مرتفعة غير مناسبة.
عمومًا، للسكري الحملي أعراض محدودة، وهو يشخّص عادة بالتحري أثناء الحمل. الاختبارات التشخيصية تكشف عن مستويات الغلوكوز المرتفعة في عينات الدم. يختفي السكري الحملي عادة بعدما يولد الطفل. 
كما هو الحال مع السكري أثناء الحمل عمومًا، الأطفال المولودين لأمهات لم يقمن بعلاج سكري الحمل معرضون أكثر إلى الإصابة بكثير من المشاكل، مثل زيادة الحجم بالنسبة لعمر الحمل (والذي قد يقود إلى مضاعفات أثناء الولادة)، انخفاض سكر الدم، أو اليرقان. قد يسبب أيضا نوبات أو إملاص إذا لم يُعالج. السكري الحملي حالة يمكن معالجتها، والنساء اللاتي يتوصلن إلى ضبط مستويات الجلوكوز يستطعن تقليل نسبة الإصابة بهذه المشاكل. وضع خطة غذائية عادة يكون أول أهداف المعالجة الاستراتيجية للسكري الحملي.
تزيد السمنة من معدل الإصابة بتسمم الحمل، والولادة القيصرية، وتضخم الجنين، بالإضافة إلى سكري الحمل. الأطفال الذين يولدون لأفراد يعانون من مرض السكري الحملي الذي لم يُعالج جيدًا هم أكثر عرضة لخطر الإصابة بضخامة الجنين، وانخفاض سكر الدم بعد الولادة، واليرقان. إذا لم يُعالج مرض السكري، فإنه قد يؤدي أيضًا إلى ولادة طفل ميت. على المدى الطويل، يكون الأطفال أكثر عرضة للإصابة بالسمنة والإصابة بمرض السكري من النوع 2.
النساء اللاتي لديهن سكري حملي غير معالج، ترتفع لديهن احتمالية الإصابة بسكري النمط الثاني (أو في حالات نادرة السكري المناعي الخامل أو سكري النمط الأول) بعد الحمل، بالإضافة إلى ارتفاع نسبة حدوث مقدمات الإرتعاج والولادة القيصرية؛ أولادهن معرضون إلى الإصابة بسمنة الأطفال، مع سكري النمط الثاني لاحقا. غالب النساء قادرات على التحكم بمستويات سكر الدم بحمية غذائية معدلة وأداء تمارين متوسطة الشدة، لكن بعضهن قد يحتجن إلى أدوية خافضات سكر الدم، متضمنة الإنسولين.
يمكن أن يحدث سكري الحمل أثناء الحمل بسبب مقاومة الأنسولين أو انخفاض إنتاج الأنسولين. تشمل عوامل الخطر زيادة الوزن، والإصابة بسكري الحمل سابقًا، والتاريخ العائلي للإصابة بمرض السكري من النوع 2، والإصابة بمتلازمة تكيس المبايض. يُشخص بفحوصات الدم. بالنسبة لأولئك المعرضين لخطر طبيعي، يوصى بإجراء الفحص بين 24 و28 أسبوعًا من الحمل. بالنسبة لأولئك المعرضين لخطر كبير، قد يُجرى الاختبار في الزيارة الأولى قبل الولادة.
يساعد الحفاظ على الوزن الصحي وممارسة التمارين الرياضية قبل الحمل في الوقاية. يُعالج سكري الحمل باتباع نظام غذائي خاص بمرضى السكري، وممارسة التمارين الرياضية، وتناول الأدوية (مثل الميتفورمين )، وأحيانًا حقن الأنسولين. يتمكن معظم الأشخاص من التحكم في نسبة السكر في الدم باتباع نظام غذائي وممارسة التمارين الرياضية. غالبًا ما يُنصح بإجراء اختبار سكر الدم للأشخاص المصابين أربع مرات يوميًا. يوصى بالرضاعة الطبيعية في أقرب وقت ممكن بعد الولادة.
يؤثر سكري الحمل على 3-9% من حالات الحمل، اعتمادًا على السكان الذين تمت دراستهم. وهو شائع خلال الأشهر الثلاثة الأخيرة خصوصًا. ويؤثر على 1% من الأشخاص الذين تقل أعمارهم عن 20 عامًا و13% من الأشخاص الذين تزيد أعمارهم عن 44 عامًا. هناك عدد من المجموعات العرقية بما في ذلك الآسيويين والأمريكيين الهنود والأستراليين الأصليين وسكان جزر المحيط الهادئ معرضون لخطر أكبر. ومع ذلك، فإن الاختلافات في معدل الانتشار ترجع أيضًا إلى استراتيجيات الفحص المختلفة ومعايير التشخيص المستخدمة. في 90% من الحالات، يختفي سكري الحمل بعد ولادة الطفل. ومع ذلك، فإن الأشخاص المصابين معرضون لخطر متزايد للإصابة بمرض السكري من النوع 2.

## تصنيف
يعرّف السكري الحملي رسميًّا بأنه «أي درجة من اختلال تحمل الجلوكوز، تبدأ أو تلاحظ للمرة الأولى أثناء الحمل.» هذا التعريف يضع بالحُسبان احتمالية أن يكون لدى المرأة سابقًا سكري لم يُشخص بعد، أو أن تكون قد أصيبت به مصادفة مع الحمل. اختفاء الأعراض بعد الحمل لا علاقة له بالتشخيص. تُشخّص المرأة بالسكري الحملي عندما يستمر اختلال تحمل الجلوكوز بعد مرور 24-28 أسبوعًا من الحمل.
تصنيف وايت، الذي سمي بذلك نسبة إلى بريسيلا وايت الرائدة في مجال أبحاث أثر السكري على نتائج فترة ما حول الولادة، يُستخدَم على نحو واسع  لتقييم خطورة السكري على الأم والجنين. هذا التصنيف يفرّق بين السكري الحملي (النمط A) وسكري ما قبل الحمل (السكري الذي كان موجودًا قبل الحمل). أيضًا قُسِّمت هاتان الفئتان وفقًا للمخاطر المرتبطة بها وطرق معالجتها.
في نظام التصنيف هذا، توجد فئتان من السكري الحملي:
- النمط A1: تكون نتيجة اختبار تحمل الغلوكوز في هذا النمط غير طبيعية، ولكن مستويات الجلوكوز في الدم تكون طبيعية أثناء الصيام وبعد ساعتين من تناول وجبة؛ تعديل الحمية الغذائية كافٍ للتحكم بمستويات الجلوكوز في هذا النمط.
- النمط A2: تكون نتيجة اختبار تحمل الغلوكوز في هذا النمط غير طبيعية بالإضافة إلى أن مستويات الجلوكوز في الدم تكون غير طبيعية أيضًا أثناء الصيام و/أو بعد ساعتين من تناول وجبة. المعالجة الإضافية بالإنسولين أو الأدوية الأخرى ضروري للتحكم بمستويات الجلوكوز في هذا النمط.

سكري ما قبل الحمل أيضًا يُقسم إلى أنواع:
- النمط B: بداية السكري في عمر 20 سنة أو أكبر، ومدة السكري أقل من 10 سنوات.
- النمط C: بداية السكري في عمر 10-19 سنة، ومدة السكري من 10-19 سنوات.
- النمط D: بداية السكري قبل عمر 10 سنوات، ومدة السكري أكثر من 20 سنوات.
- النمط E: سكري صريح مع تكلس الأوعية الدموية في الحوض.
- النمط F: اعتلال الكلى السكري.
- النمط R: اعتلال الشبكية التكاثري.
- النمط RF: اعتلال الشبكية والكلية.
- النمط H: داء قلبي إقفاري.
- النمط T: زارعة كلية سابقة.

يصاحب بدء السكري في عمر مبكر مضاعفات أكبر، ولذلك وُضعت الأنماط الثلاثة الأولى.
 توجد مجموعتان إضافيتان من المعايير لتشخيص السكري الحملي، كلتاهما تعتمدان على مستويات سكر الدم.  
معايير تشخيص السكري الحملي باستخدام اختبار تحمل 100 جرام من الغلوكوز وفقا لكاربنتر وكوستان: 
- على الريق 95 ملجم/ديسيليتر
- بعد ساعة واحدة 180 ملجم/دسيليتر
- بعد ساعتين 155 ملجم/دسيليتر
- بعد ثلاث ساعات 140 ملجم/دسيليتر

معايير تشخيص السكري الحملي وفقا للفريق الوطني لبيانات السكري:
- على الريق 105 ملجم/ديسيليتر
- بعد ساعة واحدة 190 ملجم/دسيليتر
- بعد ساعتين 165 ملجم/دسيليتر
- بعد ثلاث ساعات 145 ملجم/دسيليتر

## عوامل الخطورة
عوامل الخطورة المؤدية للإصابة بالسكري الحملي هي:
- متلازمة تكيس المبايض.
- تشخيص سابق بالسكري الحملي، أو مقدمات السكري، اختلال تحمل الجلوكوز، أو اختلال الجلوكوز الصومي.
- تاريخ عائلي يظهر إصابة قريب من الدرجة الأولى بسكري النمط الثاني.
- عمر الأم - عامل خطورة بالنسبة للمرأة يزداد بازدياد عمرها (خصوصا للنساء فوق 35 سنة).
- العرق (الأمريكيون الأفارقة، الأمريكيون الأصليون، الكاريبيون الأفارقة، اللاتينيون، سكان جزر المحيط الهادئ، والأشخاص ذوو أصول جنوب آسيوية.)
- فرط الوزن أو السمنة أو السمنة المفرطة تزيد الخطورة بعامل مقداره 2.1، 3.6 و8.6 على التوالي.[13]
- حمل سابق نتج عنه طفل يعاني من عملقة (وزن ولادة عال: > الشريحة المؤية التسعون أو >4000 جرام (8 أرطال 12,8 أونصة)
- تاريخ توليدي رديء سابق.
- عوامل خطورة جينية أخرى: هنالك على الأقل 10 جينات حيث يصاحب بعض تعدد الأشكال الجيني فيها ازدياد في احتمالية الإصابة بالسكري الحملي، أجدرها بالذكر TCF7L2. [14]

بالإضافة إلى ذلك، تظهر الإحصائيات أن خطورة الإصابة بالسكري الحملي تتضاعف عند المدخنات. متلازمة تكيس المبايض تعتبر أيضا عامل خطورة، على الرغم من أن الدليل على ذلك لا يزال محل اختلاف. بعض الدراسات بحثت في عوامل خطورة أخرى موضع جدل، مثل قصر القامة.
نحو 40-60% من النساء المصابات بالسكري الحملي لا يظهرن أي عامل خطورة؛ لهذا السبب يؤيد الكثيرون فحص جميع النساء. النساء المصابات السكري الحملي عادة لا يظهرن أية أعراض (سبب ثان للفحص العام)، لكن بعضهن قد يعانين من زيادة عطش، زيادة تبول، إعياء، غثيان وتقيؤ، عدوى في المثانة، عدوى فطرية وعدم وضوح الرؤية.

## الفزيولوجيا المرضية
الآليات الدقيقة التي تقع خلف نشوء السكري الحملي لا تزال غير معروفة. السمة المميزة للسكري الحملي هي زيادة مقاومة الإنسولين. تتداخل هرمونات الحمل وعوامل أخرى مع عمل الإنسولين أثناء ارتباطه بمستقبل الإنسولين. يحدث هذا التداخل على الأرجح على مستوى مسار تأشير الخلية وراء مستقبل الإنسولين. بما أن الإنسولين مسؤول عن دخول الغلوكوز إلى أغلب الخلايا، مقاومة الإنسولين تمنع الغلوكوز من دخول الخلايا دخولًا ملائمًا. ينتج عن ذلك بقاء الغلوكوز في الدم، وارتفاع مستوياته. يحتاج الجسم إلى المزيد من الإنسولين للتغلب على هذه المقاومة؛ يتضاعف إنتاج الإنسولين 1.5-2.5 مرة عن الحمل العادي.
مقاومة الإنسولين هي ظاهرة طبيعية تظهر في الأثلوث الثاني من الحمل، والتي -في حالات السكري الحملي- تتطور إلى مستويات مساوية للمستويات الموجودة في شخص مصاب بسكري النمط الثاني. يعتقد أن هذه الظاهرة تحدث لغرض تأمين الغلوكوز للجنين. النساء اللاتي يعانين من السكري الحملي لديهن مقاومة إنسولين لا يستطعن معادلتها بزيادة إنتاج الإنسولين من خلايا بيتا في البنكرياس. هرمونات المشيمة، وإلى حد أقل زيادة تخزين الدهن خلال الحمل، تزيد من مقاومة الإنسولين خلال الحمل. الكورتيزول والبروجستيرون هما المسؤولان الأساسيان، لكن محفز الإلبان البشري المشيمي، البرولاكتين والإستراديول يساهمون في العملية أيضا. يظهر تحليل انحدار متعدد المتغيرات أن اللبتن، وعامل نخر الورم ألفا والرززستن يساهمون أيضا في تقليل حساسية الإنسولين جنبا إلى جنب مع هرمونات المشمية الأخرى، مع كون عامل نخر الورم ألفا أقوى متنبئ مستقل بالتحسس بالإنسولين في الحمل. العلاقة العكسية مع التغيرات في التحسس بالإنسولين من قبل الحمل إلى آخر شهور الحمل مسؤولة عن نصف التباين في انخفاض التحسس بالإنسولين أثناء الحمل. بمعنى أن المستويات المنخفضة أو التغيرات في مستوى عامل الخلايا السرطانية ألفا تتوافق مع احتمالية أكبر أو استعداد أكبر للإصابة بمقاومة الإنسولين.
 من غير الواضح سبب عدم مقدرة بعض النساء على موازنة حاجات الإنسولين ومن ثم إصابتهن بالسكري الحملي؛ لكن طُرحت عدد من التفسيرات، وهي مشابهة لتفسيرات سكري النمط الثاني: المناعة الذاتية، الطفرات الوراثية المفردة، السمنة، بالإضافة إلى عدد من الآليات الأخرى.
على الرغم من أن أعراض وعلامات السكري الحملي موصوفة جيدا، إلا أن الآليات البيوكيميائية وراء المرض ليست معروفة. واحدة من الاليات البيوكيميائية المطروحة تتضمن تكيف خلايا بيتا المفرزة للإنسولين المتحكم به بواسطة مسار تأشير HGF/c-MET. تكيف خلايا بيتا يشير إلى التغير الذي يطرأ على خلايا جزر البنكرياس خلال الحمل استجابة إلى هرمونات الأم بغرض تعويض الزيادة في الحاجات الفزيولوجية للأم والطفل.
هذه التغيرات في خلايا بيتا تسبب زيادة  في إفراز الإنسولين كنتيجة لزيادة تكاثر خلايا بيتا. رُبط مسار تأشير HGF/c-MET بتجدد خلايا بيتا، وذلك يوحي بأن مسار تأشير HGF/c-MET قد يساعد في زيادة كتلة خلايا بيتا لتعويض احتياجات الإنسولين خلال الحمل. تدعم دراسات حديثة أن فقدان تأشير HGF/c-MET ينتج عنه تكيف غير طبيعي لخلايا بيتا. 
c-MET هو مستقبل تيروسين كينيز ‏ يُحفز برابطه عامل نمو الخلايا الكبدية (HGF) وهو يشارك في تنشيط عدة عمليات حيوية.
عندما يرتبط HGF وc-MET، يتبلور المستقبل ويتفسفر ذاتيا ليكون نطاق اعتراف (SH2). المسارات المُنَشَطَة تتضمن جزيئات تأشير مشتركة مثل RAS وMAPK والتي تؤثر على حركة الخلية وتقدم دورة حياة الخلية.
أظهرت الدراسات أن HGF هو جزيء تأشير مهم في الحالات المصاحبة للضغط والتي تزداد خلالها الحاجة إلى الإنسولين. الحمل يسبب زيادة في مقاومة الإنسولين وزيادة في الحاجة إلى الإنسولين تبعا لذلك. لابد أن تقوم خلايا بيتا بالتعويض عن ذلك إما عن طريق زيادة إنتاج الإنسولين أو زيادة التكاثر. إذا لم تحدث أي من هاتين العمليتين فإن علامات السكري الحملي تبدأ بالظهور. لوحِظَ أن الحمل يزيد من معدلات HGF من ما يدل على وجود علاقة بين مسار التأشير وزيادة حاجات الإنسولين. في الحقيقة، إن لم يتواجد التأشير فإن احتمالية حدوث السكري الحملي تزداد. 
الآلية الدقيقة لتكيف خلايا بيتا المنظم بواسطة HGF/c-MET ليست معروفة بعد، لكن هناك عددا من النظريات التي تحاول تفسير كيفية مساهمة جزيئات التأشير في التحكم بمستويات الإنسولين خلال الحمل. أحدها تقترح أن c-MET قد يتفاعل مع FoxM1 -وهو جزيء مهم في دورة الخلية- إذ أن مستويات FOXM1 تنخفض عند عدم تواجد c-MET. بالإضافة إلى ذلك، c-MET قد يتفاعل أيضا مع p27 إذ أن مستويات هذا البروتين ترتفع عند عدم تواجد c-MET. نظرية أخرى تنص على أن c-MET قد يتحكم بالموت المبرمج لخلايا بيتا لأن نقصه يسبب ارتفاع موت الخلايا، ولكن آليات التأشير هذه لم تفسر بعد.
على الرغم من كون آليات تحكم مسار تأشير HGF/c-MET بالسكري الحملي لم تُفهم جيدا بعد، إلا أن هناك علاقة وثيقة بين مسار التأشير هذا وعدم القدرة على إنتاج كمية كافية من الإنسولين خلال الحمل، وبالتالي فإن علاجات السكري المستقبلية ستتخذه هدفا في آلية عملها. 
لأن الجلوكوز يعبر المشيمة (من خلال الانتشار الميسر بواسطة الناقل GLUT1)، والذي يقع في الأرومة الغاذية المخلوية على الزغيبة وعلى الغشاء القاعدي، فإن هذه الأغشية من الممكن أن تكون هي الخطوة المقيدة لمعدل انتقال الجلوكوز عبر المشيمة. مع تطور الحمل، هنالك زيادة تقدر بضعفين إلى ثلاثة أضعاف في مقدار ناقلات الجلوكوز في الأرومة الغاذية المخلوية. أخيرا، دور GLUT3/GLUT4 في النقل لا يزال تخمينيا. إذا لم يُعالج السكري الحملي فإن الجنين معرض باستمرار إلى مستويات مرتفعة من الجلوكوز، والذي يؤدي إلى زيادة مستويات الإنسولين لديه (الإنسولين بذاته لا يمكن أن يعبر خلال المشيمة). تأثيرات الإنسولين المحفزة للنمو يمكن أن تؤدي إلى نمو مفرط وجسد كبير (عملقة). بعد الولادة، تختفي هذه البيئة العالية في الجلوكوز، وتترك هؤلاء الرضع مع ارتفاع في إنتاج الإنسولين وقابلية إلى انخفاض مستويات الجلوكوز (نقص سكر الدم).

## التحري
هناك عدد من اختبارات التحري والتشخيص تستخدم للبحث عن مستويات جلوكوز عالية في البلازما أو في مصل الدم في ظروف معينة. إحدى الطرق هي اتباع منهج تدرّجي، فعندما تنتج عن اختبار التحري نتيجة مشكوك فيها تُتبع باختبار تشخيص للتأكد. لكن، في حالات النساء الحوامل المعرضات لخطورة عالية، يمكن أن تستخدم اختبارات أكثر تفصيلا عند الزيارة الأولى ضمن برنامج رعاية ما قبل الولادة. (مثلا، في حالة الإصابة بمتلازمة تكيس المبايض أو الشواك الأسود).
اختبارات غلوكوز الدم اللا تحدية تتضمن قياس مستويات الغلوكوز في عينات الدم بدون تحدي الشخص بمحاليل غلوكوز. تحسب مستويات الجلوكوز أثناء الصيام، وبعد ساعتين من الأكل، أو في أي وقت عشوائي. في المقابل، تتضمن اختبارات التحدي شرب محلول غلوكوز ومن ثم يحسب تركيز الغلوكوز في الدم؛ في حالة الإصابة بالسكري، يبقى التركيز عاليا. محلول الغلوكوز له طعم حلو جدا قد تجده بعض النساء غير مستساغ؛ لذلك، أحيانا تضاف إليه منكهات صناعية. بعض النساء قد تحس بغثيان أثناء الاختبار يزيد بازدياد مستويات الغلوكوز.

### المسارات
تختلف الآراء بشأن أي أنظمة التحري والتشخيص أفضل، ذلك يعود إلى اختلافات في عوامل الخطورة التي تتعرض لها كل عينة من السكان، وفي اعتبارات المردودية، وإلى عدم وجود قاعدة أدلة تدعم برامج التحري الوطنية الكبيرة. يستلزم أكثر الأنظمة تفصيلا اختبار عشوائي لغلوكوز الدم أثناء أول زيارة ضمن برنامج رعاية ما قبل الولادة، واختبار تحري متحدي للغلوكوز بين 24-28 أسبوعا من الحمل، متبوعا باختبار تحمل الغلوكوز الفموي إذا كانت نتائج الاختبار خارج الحدود الطبيعية. إذا كان هناك شبهة عالية بالأصابة بالسكري، قد تجرى الاختبارات هذه في وقت أبكر.
في الولايات المتحدة، يفضل أغلب أطباء التوليد إجراء اختبارات تحري شاملة لكل النساء الحوامل باختبار تحري تحدي الغلوكوز. في المملكة المتحدة، تعتمد وحدات التوليد عادة على عوامل الخطورة، وعلى نتائج اختبار الغلوكوز العشوائي. جمعية السكري الأمريكية وجمعية أطباء التوليد وأمراض النساء الكنديون توصيان بالفحص الروتيني، ما عدا في حالة كون عوامل الخطورة قليلة عند المرأة (ذلك يعني أن المرأة يجب أن تكون أصغر من 25 سنة ولها مؤشر كتلة جسم أقل من 27، بدون أية عوامل خطورة شخصية أو عائلية أو عرقية). جمعية السكري الكندية والكلية الأمريكية لأطباء التوليد وأمراض النساء توصي بإجراء اختبارات تحري شاملة. فرقة الخدمات الوقائية الأمريكية لم تجد دليلا كافيا للتوصية بإجراء اختبارات الفحص الشاملة أو بعدم إجراءها. 
بعض الحوامل ومقدمي الرعاية يفضلون عدم إجراء اختبارات التحري الشاملة في حالة عدم وجود عوامل خطورة، ولكن لا ينصح بذلك، لأن فئة كبيرة من النساء تصاب بالسكري الحملي على الرغم من عدم وجود عوامل خطورة، ولأن خطر السكري الحملي على الأم والطفل كبير إذا لم يُشخص ويُعالج.

### اختبارات غلوكوز الدم اللاتحدية
عندما يجرى هذا الاختبار ويكون مستوى الغلوكوز في البلازما أعلى من 120 مغ/دسيلتر (7.8 ملي مول/لتر) بعد الصيام، أو أعلى من 200 مغ/دسيلتر (11.1 ملي مول/لتر) في أي وقت، وإذا أُكد ذلك في يوم لاحق، فإن الحامل تُشخّص مباشرة بالسكري الحملي بدون الحاجة إلى إجراء أية اختبارات أخرى. هذه الاختبارات عادة تجرى أثناء أول زيارة ضمن برنامج رعاية ما قبل الولادة. هذه الاختبارات سهلة الإجراء وغير مكلفة، ولكن فاعليتها منخفضة مقارنة بالاختبارات الأخرى، وهي أيضا ذات حساسية متوسطة، نوعية منخفضة، ومعدل إيجابية كاذبة مرتفع. 

### اختبار تحدي الغلوكوز للتحري
يجرى اختبار تحدي الغلوكوز للتحري (الذي يسمى أحيانا اختبار أوسوليفان) بين 24-28 أسبوعا، ويعتبر نسخة مبسطة من اختبار تحمل الجلوكوز الفموي. هذا الاختبار لا يستلزم الصيام، على العكس من اختبار تحمل الغلوكوز الفموي. يتضمن اختبار أوسوليفان شرب محلول يحتوي على 50 جرام من الغلوكوز، وتُقاس مستويات الغلوكوز في الدم بعد ساعة. 
إذا ضُبط الحد الفاصل على 140 مغ/دسيلتر (7.8 ملي مول/لتر) فإن 80% من النساء المصابات بالسكري الحملي سوف يُضبطن. إذا أُنقص هذا الحد إلى 130 مغ/دسيلتر، فسيُضبط 90% من حالات السكري الحملي، ولكن نسبة النساء الذين سيجرين هذا الاختبار بدون داع ستكون أكبر.

### اختبار تحمل الغلوكوز الفموي
يجب إجراء اختبار تحمل الجلوكوز الفموي في الصباح بعد صيام 8-14 ساعات. خلال الأيام الثالثة السابقة يجب أن يتناول الشخص حمية غير مقيدة (تحتوي على الأقل 150 جرام من الكربوهيدرات لكل يوم) وأن يقوم بنشاط بدني غير محدود. يجب أن يظل الشخص جالسا أثناء الاختبار ويجب أن لا يدخن خلاله. 
يتضمن الاختبار شرب محلول يحتوي على قيمة معينة من الغلوكوز، عادة إما 75 جرام أو 100 جرام، ومن ثم سحب عينة دم لقياس مستويات الغلوكوز في بداية الاختبار وفي فترات زمنية معينة بعد ذلك. 
معايير التشخيص من المجموعة الوطنية لبيانات السكري هي الأكثر استخداما، لكن بعض المراكز تعتمد على معايير كاربنتر وكاوستان، والتي تضبط الحد الفاصل للطبيعي على قيم أكثر انخفاضا. مقارنة بمعايير المجموعة الوطنية لبيانات السكري، معايير كاربنتر وكاوستان تؤدي إلى زيادة تشخيص النساء الحوامل بالسكري الحملي بنسبة 54٪، مع تكلفة عالية وبدون أدلة دامغة على أثر ذلك على تحسين نتائج الفترة المحيطة بالولادة.
وفقا لجمعية السكر الأمريكية، تعتبر القيم التالية نتائج غير طبيعية لاختبار تحمل 100 غرام من الجلوكوز.
- مستوى غلوكوز الدم على الريق ≥95 ملجم/دسيلتر (5.33 ملي مول/لتر)
- مستوى غلوكوز الدم بعد ساعة واحدة ≥180 ملجم/دسيلتر (10 ملي مول/لتر)
- مستوى غلوكوز الدم بعد ساعتين ≥ 155 ملجم/دسيلتر (8.6 ملي مول/لتر)
- مستوى غلوكوز الدم بعد ثلاث ساعات ≥140  ملجم/دسيلتر (7.8 ملي مول/لتر)

هنالك اختبار بديل يستخدم فيه 75 جراما من الغلوكوز، وتحسب مستويات سكر الدم قبل وبعد ساعة وبعد ساعتين من إجراء الاختبار، باستخدام القيم المرجعية ذاتها. هذا الاختبار سيضبط عددا أقل من النساء المعرضات للخطورة، وهناك اتفاق ضعيف (معدل موافقة) بين هذا الاختبار واختبار 100 جلوكوز ذي الثلاث ساعات.
حُددت مستويات الغلوكوز المستخدمة لتشخيص السكري الحملي بواسطة أوسوليفان وماهان (1964) في دراسة أترابية استرجاعية (باستخدام 100 جرام من الغلوكوز في اختبار تحمل الجلوكوز الفموي) مصممة للكشف عن احتمال خطر ظهور سكري النمط الثاني في المستقبل. وضعت القيم باستخدام دم كامل وتطلبت قيمتين تصل أو تتعدى القيمة لكي يصبح الاختبار موجبا. قادت معلومات لاحقة إلى تغييرات في معايير أوسوليفان. عندما تغيرت وسائل تحديد الغلوكوز في الدم من استخدام كامل الدم إلى استخدام عينات بلازما وريدية، تغيرت معايير السكري الحملي تبعا لذلك أيضا.

### اختبار غلوكوز البول
النساء المصابات بالسكري الحملي قد يعانين من مستويات جلوكوز عالية في بولهن (بيلة غلوكوزية). على الرغم من أن اختبار الغميسة مستخدم استخدامًا واسعًا، إلا أن إنجازه ضيعف، ولم يظهر إيقاف إجراؤه الروتيني تسببه في تقليل نسبة تشخيص السكري عند إجراء المسح الشامل.
زيادة معدل الترشيح الكبيبي خلال الحمل يساهم في الكشف عن غلوكوز في البول في اختبار الغميسة في 50% من النساء في مرحلة ما خلال حملهن. حساسية البلية الغلوكوزية للسكري الحملي في الأثلوثين الأولين تقدر بنحو 10% فقط، وتقدر القيمة التنبؤية الموجبة بنحو 20٪.

## الوقاية
وجدت مراجعة في 2015 أن النشاط البدني المعتدل أثناء الحمل يساهم في منع السكري الحملي. غير أن مراجعة أخرى في 2014 لم تجد تأثيرا مهما له. نظريا، الإقلاع عن التدخين قد يقلل احتمال الإصابة بالسكري الحملي بين المدخنات.

## المعالجة
يهدف العلاج إلى الحد من مخاطر السكري الحملي على الأم والطفل. الأدلة العلمية بدأت تثبت أن التحكم بمستويات الجلوكوز ينتج عنه مضعافات أقل خطورة (مثل العملقة)، وتحسن من جودة حياة الأم. للأسف، يصاحب علاج سكري الحمل إدخال المزيد من الرضع في عنابر الأطفال حديثي الولادة، وأيضًا زيادة في اللجوء إلى تحفيز الولادة، بدون انخفاض مثبت في معدلات الولادات القيصرية، أو في معدل وفيات الفترة المحيطة بالولادة. هذه النتائج لاتزال حديثة ومختلف عليها.
يجب أن يُختبر تحمل جلوكوز فموي آخر بعد 6 أسابيع من الولادة، للتأكد من زوال السكري. ينصح بعد ذلك بإجراء فحص منتظم لسكري النمط الثاني.
إذا لم تكن حمية السكري أوالنظام الغذائي الهضمي والتمارين الرياضية والأدوية الفموية كافية للسيطرة على مستويات الجلوكوز، فإنه من الضروري العلاج بالأنسولين.
نشوء العملقة يمكن تقييمه أثناء الحمل باستخدام تخطيط الصدى التوليدي. النساء اللاتي يستخدمن الإنسولين، أو اللاتي سبق وأن أنجبن جنينا ميتا، أو المصابات بارتفاع ضغط الدم يُعالجن كما تعالج حالات السكري الصريح.

### نمط المعيشة
التوعية قبل الحمل (بخصوص مكملات حمض الفوليك الوقائية مثلا) والمعالجة متعددة المجالات مهمة لتحصيل نتائج حملية جيدة. غالبية النساء يستطعن التحكم بالسكري الحملي عن طريق التعديلات الغذائية وممارسة الرياضة. المتابعة الذاتية لمستويات جلوكوز الدم يمكن أن يوجه المعالجة. بعض النساء سيحتجن للأدوية المضادة للسكري، غالبا الإنسولين.
أي نظام غذائي يجب أن يوفر سعرات حرارية كافية للحمل، نموذجيا بين 2000-2500 كيلو جول مع استثناء الكربوهيدرات البسيطة. الهدف الرئيس من التعديلات الغذائية هو تفادي وصول مستويات سكر الدم إلى الذروة. يمكن تفادي ذلك بتوزيع حصص الكربوهيدرات على الوجبات الرئيسية والوجبات الخفيفة، وباستخدام الكربوهيدرات المعقدة التي تعرف بالنظام الغذائي الهضمي. ولأن مقاومة الإنسولين تكون في أعلى درجاتها صباحا، فإنه يجب تقييد كمية الكربوهيدرات في وجبة الفطور. تناول المزيد من الألياف في أغذية الحبوب الكاملة أو الفواكه والخضار يمكن أن يقلل من احتمالية الإصابة بالسكري الحملي.
ينصح بممارسة الرياضة متوسطة الشدة بانتظام، على الرغم من أنه لا يوجد إجماع على الهيكل المحدد لبرامج الرياضة للسكري الحملي.
المتابعة الذاتية يمكن القيام بها باستخدام أجهزة قياس السكر اليدوية. الالتزام بأنظمة القياس هذه قد يكون منخفضا. النطاقات المستهدفة التي ينصح بها المجتمع الأسترالي للسكري أثناء الحمل هي علي النحو التالي:
- مستويات غلوكوز الدم على الريق <5.5 ملي مول/لتر.
- مستويات غلوكوز الدم بعد ساعة واحدة من الأكل <8.0 ملي مول/لتر.
- مستويات غلوكوز الدم بعد ساعتين من الأكل <6.7 ملي مول/لتر.

يمكن استخدام عينات الدم العادية لتحديد مستوى HbA1c، والذي يعطي انطباعا عن التحكم في الجلوكوز خلال فترة أطول.
تشير الأبحاث إلى احتمالية وجود دور للرضاعة الطبيعية في تقليل احتمالية الإصابة بالسكري والمضاعفات المرتبطة به على الأم والطفل. 

### الأدوية
إذا أسفرت المتابعة عن فشل هذه الإجراءات في التحكم بمستويات الغلوكوز، أو إذا كان هنالك دليل على حدوث مضاعفات مثل النمو المفرط للجنين، فإن المعالجة بالإنسولين قد تكون ضرورية. الإنسولين المستخدم غالبا من النوع سريع المفعول ويعطى قبل تناول الطعام لكي يحد من ارتفاع الغلوكوز بعد الوجبات. يجب توخي الحذر لتفادي انخفاض مستويات سكر الدم التي قد تنتج عن زيادة جرعة الإنسولين. نظام العلاج بالإنسولين يمكن أن يتراوح بين كونه عاديا، وصارما؛ النظام الذي يحتوي على المزيد من الحقن ينتج عنه تحكم أفضل ولكنه يستلزم جهدا أكبر، كما أنه لا يوجد إجماع على كونه ذو فائدة كبيرة.
توجد بعض الأدلة على أن تناول بعض أدوية السكري الفموية آمن خلال الحمل، أو على الأقل، أقل خطورة على الجنين من السكري غير المضبوط. الدواء الفموي ميتفورمين أفضل من غليبنكلاميد. إذا لم يتحقق ضبط غلوكوز الدم باستخدام دواء واحد فالجمع بين ميتفورمين والإنسولين أفضل من استخدام الإنسولين بمفرده.
قد يفضل البعض تناول الميتفورمين عن طريق الفم على حقن الإنسولين. لوحظ أن علاج متلازمة تكيس المبايض باستخدام ميتفورمين أثناء الحمل أدى إلى انخفاض مستويات السكري الحملي.
ما يقارب نصف النساء لم يتوصلن إلى ضبط كاف للغلوغوز باستخدام متفورمين بمفرده واحتجن إلى معجالة إضافية بالإنسولين؛ مقارنة بالنساء اللاتي استخدمن الأنسولين بمفرده، هن احتجن إلى جرعة إنسولين أقل، كما أن زيادة الوزن كانت أقل. في ظل شح الدراسات طويلة المدى على أطفال النساء المعالجات باستخدام ميتفورمين، تبقى احتمالية حدوث مضاعفات طويلة المدى واردة. الأطفال المولودين لنساء معالجات باستخدام ميتفورمين وجدوا أنهم كونوا دهونا حشوية أقل، والذي يجعلهم أقل عرضة للإصابة بمقاومة الإنسولين مستقبلا.

## المآل
السكري الحملي عادة يبرأ حالما يولد الطفل. وفقا لدراسات مختلفة فإن احتمالية الإصابة بالسكري الحملي في حمل ثانٍ تتراوح ما بين 30% و84٪، ويعتمد ذلك على الخلفية العرقية. إذا حدث الحمل الثاني في غضون سنة واحدة من الحمل السابق، فإن معدل عودة السكري يزداد.
النساء اللاتي شُخصّن بسكري الحمل معرضات أكثر للإصابة بالسكري في المستقبل. احتمالية الإصابة بالسكري أعلى في النساء اللاتي احتجن للمعالجة بالإنسولين، أو اللاتي أظهرت التحاليل أن السكري كان مرفقا بأجسام مضادة (مثل الأجسام المضادة لغلوتميت ديكاربوكسليز ‏، أو أجسام مضادة لخلايا جزر لانجرهانز في البنكرياس أو/و مولدات مضاد الورم الإنسوليني)، أو اللاتي سبق وأن حملن أكثر من مرتين، والنساء المصابات بالسمنة (مرتبة حسب الأهمية). ترتفع نسبة احتمالية الإصابة بالسكري في الخمس سنين التالية 50% بين النساء اللاتي احتجن للإنسولين للتحكم بالسكري الحملي. تختلف هذه الاحتمالية بكثيرًا اعتمادا على العينة المدروسة، ومعايير التشخيص وعلى طول المتابعة. تبدو هذه الاحتمالية أعلى في الخمس سنين الأولى، وتستقر بعد ذلك. واحدة من أطول الدراسات قامت بتتبع مجموعة من النساء في بوسطن، ماساتشوستس؛ نصفهن أصبن بالسكري بعد 6 سنوات، وأكثر من 70% كن مصابات بالسكري بعد 28 سنة. في دراسة استرجاعية على نساء من نافاجو، قُدِّرت احتمالية الإصابة بالسكري بعد الإصابة بالسكري الحملي بكونها 50-70% بعد 11 سنة. دراسة أخرى وجدت أن هناك 25% احتمالية إصابة بالسكري بعد السكري الحملي في غضون 15 سنة. في قطاع سكاني يحمل خطورة منخفضة للإصابة بسكري النمط الثاني، وفي الأشخاص الهزيلين وفي النساء اللاتي يملكن أجسام مضادة ذاتية، هناك معدل أعلى من النساء اللاتي يصبن بسكري النمط الأول.
أطفال النساء المصابات بالسكري الحملي معرضون أكثر إلى الإصابة بسمنة الأطفال وكذلك سمنة البالغين، وهم أيضا معرضون أكثر إلى الإصابة بعدم تحمل الغلوكوز وسكري النمط الثاني لاحقا في حياتهم. هذه الزيادة في احتمالية الإصابة مرتبطة بقيم الغلوكوز العالية لدى الأم أثناء الحمل. في الوقت الراهن، من غير الواضح مدى مساهمة الاستعداد الوراثي والعوامل البيئية في هذه الزيادة، وماذا إذا كان علاج سكري الحمل قد يؤثر على هذا المآل.
هنالك شُح في البيانات الإحصائية المتعلقة بالحالات الأخرى التي قد تصيب النساء المصابات بالسكري الحملي. في Jerusalem Perinatal study، 410 من أصل 37962 امرأة شُّخصنَ بالسكري الحملي، لوحظ فيهن نسبة إصابة أكبر بسرطان البنكرياس وسرطان الثدي، ولكن يلزم إجراء المزيد من الأبحاث لتأكيد هذه النتيجة.

### المضاعفات
يحمل السكري الحملي خطورة على الأم والطفل. تتعلق هذه الخطورة بمستويات الغلوكوز العالية في الدم وعواقب ذلك. تزداد هذه الخطورة مع ارتفاع مستويات غلوكوز الدم. المعالجة التي ينتج عنها تحكم أفضل بهذه المستويات تستطيع تقليل بعض أخطار السكري الحملي بكثيرًا.
اثنان من المخاطر الرئيسية التي قد يتسبب بها السكري الحملي للطفل هي شذوذ في النمو واختلالات كيميائية بعد الولادة، والتي قد تتطلب إدخاله إلى وحدة العناية المركزة للأطفال حديثي الولادة. الرضع المولودين لأمهات مصابات السكري الحملي في خطر التعرض لكونهم كبار بالنسبة لعمر الحمل (عملقة) إذا لم يعالج السكري، أو صغار بالنسبة لعمر الحمل وتعثر النمو داخل الرحم في سكري الحمل المعالج. العملقة بدورها تزيد احتمالية التوليد بالأدوات (مثل الملاقط، المحاجم والجراحة القيصرية) أو تزيد المشاكل أثناء الولادة المهبلية (مثل عسر ولادة الكتف). العملقة قد تحدث في 12% من حالات الحمل الطبيعي، مقارنة بنسبة 20% من حالات السكري الحملي. ومع ذلك، الدليل على كل من هذه المضاعفات ليس متساو بالقوة؛ مثلا في دراسة (فرط سكر الدم ونتائج الحمل السلبية) لوحظ ازدياد في خطورة كون الطفل كبيرا، وليس صغيرا بالنسبة لعمر الحمل في حالات سكري الحمل غير المعالج. البحث في مجال مضاعفات السكري الحملي صعبا بسبب كثرة العوامل المحيرة (مثل السمنة). تصنيف امرأة على أنها تعاني من السكري الحملي قد يضاعف خطورة تعرضها إلى جراحة قصرية غير ضرورية.
الرضع المولودين لنساء مستويات السكر في دمهن مرتفعة ارتفاعًا متصلًا معرضون أكثر إلى احتمالية نقص غلوكوز الدم، اليرقان، وارتفاع كتلة كريات الدم الحمراء (كثرة كريات الدم الحمر) ونقص الكالسيوم والمغنيسيوم في الدم. أيضا يؤثر السكري الحملي غير المعالج على النضج، معرضا الأطفال غير الناضجين إلى الإصابة بمتلازمة الضائقة التنفسية بسبب عدم اكتمال نضج الرئة وضعف تصنيع مادة السرفاكتنت.
على العكس من السكري السابق للحمل، السكري الحملي لا يعتبر عامل خطورة مستقل للعيوب الخلقية. العيوب الخلقية عادة تنشأ أثناء الأثلوث الأول (قبل الأسبوع الثالث عشر) من الحمل، بينما السكري الحملي يتقدم بالتدريج، ويكون أقل وضوحا أثناء الأثلوث الأول والثاني. أظهرت الدراسات أن نسل النساء المصابات بسكري الحمل يتعرض إلى خطورة أكبر للإصابة بالتشوهات الخلقية. وجدت دراسة كبيرة أن السكري الحملي يرتبط بمجموعة محدودة من العيوب الخلقية، وأن هذا الارتباط يقتصر على النساء ذوات الكتلة الجسمية الأعلى (≥25 كجم/م2). من الصعب التأكد من أن هذه النتيجة ليست عائدة جزئيا إلى تضمين النساء المصابات بسكري ما قبل الحمل من النمط الثاني واللاتي لم يُشخصن قبل الحمل. 
بسبب الدراسات المتعارضة، من غير الواضح حاليا عما إذا كانت النساء المصابات بالسكري الحملي معرضات أكثر لخطورة الإصابة بمقدمات الارتعاج. في دراسة (فرط سكر الدم ونتائج الحمل السلبية)، كانت نسبة خطورة الإصابة بمقدمات الارتعاج أكثر بنسبة من 13% إلى 37٪، رغم أن العوامل المحيرة المحتملة لم تصحح كلها.

## الإحصائيات
يصيب السكري الحملي 3-10% من الأحمال، اعتمادا على العينة المدروسة.

## **علاج مرض السكري
يعتمد علاج سكري الحمل على :
1-إبقاء نسبة السكر في الدم ضمن النسب الطبيعية أو قريبة منها جدًّا.
2-الانتباه إلى الوزن والغذاء.
3-مراقبة دقيقة لنمو الجنين في الرحم بالطرق السريرية المختلفة كحساب سرعة ضربات قلب الجنين وحركاته باستخدام التصوير الصوتي (ultrasound).

## **السيطرة على نسبة السكر في الدم
1-قياس السكر في الدم من قبل الحامل
على السيدة الحامل التي يكتشف فيها مرض سكري الحمل أن تتعلم استعمال جهاز فحص الدم أو مراجعه المستوصف أو الطبيب المعالج كل أسبوعين أو أسبوع لإجراء فحص الدم قبل الإفطار وبعده بساعتين، كذلك يفضل قياس نسبة السكر لفترة أسبوعين ماضيين (الفراكتوزامين) أو الأشهر الثلاث الماضية (A1)
*نسب السكر المفضلة التي يجب الالتزام بها في فحص الدم قلبل الإفطار وبعد ساعتين منه
قبل الإفطار 4 ملمول/لتر، ساعة بعد الإفطار 7.3ملمول/لتر، ساعتين بعد الإفطار 6-7 ملمول/لتر.
أما بالنسبة إلى تحليل الفراكتوزامين والهيموغلبين A1 فيجب أن تكون نتائج الفحص ضمن للنسب الطبيعية.
2- الحمية والانسولين
يُسيطر على السكر بالالتزام بالغذاء الخاص بمرض السكر والمحافظة على الوزن. في بعض الحالات قد نحتاج إضافة الانسولين والذي يكون عادة حقنة واحدة صباحًا تحتوي على خليط من 2/3 من لانسولين متوسط المفعول و 3/1 من الانسولين السريع وتعطى عادة في الصباح.
يوجد عدد من إنواع الانسولين الجاهز في اقلام الحقن ممكن استعمالها مرتين في اليوم مثل انسولين Novomix30 وبالإمكان حقن هذا النوع بعد الأكل وليس قبله ،
وفي حال ارتفاع السكر ارتفاعًا تصعب السيطرة عليه بالبروتين صباحًا ومساءً يمكن حقن إبرة ثالثة تكون من المفعول السريع مثل Novorapid أو Homalog كأمثلة
على عن طريق تنظيم السكري لدى الحوامل يعطى الانسولين على هذه الطريقة.
***ملاحظة
لا يجوز علاج مرض السكري لدى الحوامل بالأقراص بتاتًا، لأن ذلك يؤدي إلى مضاعفات خطيرة على الجنين.
3- الوزن والغذاء.
الغذاء هو النوع الأساسيّ لعلاج مثل هذا النوع من السكري وعليه يجب الاهتمام به اهتمامًا شديدًا والالتزام بإرشادات الطبيب على الغذاء وهذا يعتمد على
أ- الوزن المحبذ للحامل خلال الحمل
ب- السعرات الحرارية التي تحويها الاغذية
ج-كمية السكر التي تحتوي عليه
أما نسبة المواد الغذائية الأساسيّة من الغذاء اليومي فهي :
أ- البروتين (النباتي والحيواني) يجب أن لا يقل عن 60-80 غرام يوميًّا أي ما يعادل نسبة 20% من الغذاء اليومي.
ب-النشويات بنسبة 40-50%
ج- الدهنيات بنسبة 40-30%

### **مراقبة نمو الجنين
وتجري بالأوقات التي يحددها الطبيب للتأكد من نبض الجنين ونموه مقارنة بالعمر الحملي وحركته.
- ومعدل السعرات الحراريّة المطلوبة للسيدة الحامل من 2300-2500 سعر حراري كل يوم.